# Garrett TPE331
Garrett AiResearch TPE331 tudi Honeywell TPE331 je družina turbopropelerskih motorjev, ki jih je zasnoval ameriški Garrett AiResearch. Trenutno motor proizvaja Honeywell Aerospace. Družina motorjev obsega 18 modelov in 106 konfiguracij. Moč motorjev je od 575 do 1650 konjskih sil.  Vojaška oznaka za motor je T76. Skupno so zgradili čez 13000 motorjev TPE331.
Razmišljali so tudi o turbogredni verziji TSE331, vendar so to verzijo pozneje opustili. 

## Uporaba
- Aero/Rockwell Turbo Commander 680/690/840/960/1000
- Antonov An-38
- Ayres Thrush
- BAe Jetstream 31/32
- BAe Jetstream 41
- Beechcraft Model 18Note
- Beech B100 King Air
- CASA C-212 Aviocar
- Cessna 441 Conquest II
- Cessna SkymasterNote
- Comp Air 9
- Conroy Stolifter
- de Havilland DoveNote
- Dornier Do 228
- Fairchild Swearingen Metroliner
- FMA IA 58 PucaráNote
- General Atomics MQ-9 Reaper
- Grob G 520
- Grumman Ag CatNote
- Grumman S-2 TrackerNote
- Handley Page Jetstream
- Marsh S-2F3AT Turbo TrackerNote
- Mitsubishi MU-2
- North American Rockwell OV-10 Bronco
- PAC FletcherNote
- Pilatus/Fairchild PC-6C Turbo-Porter
- Piper Cheyenne 400
- Short SC.7 Skyvan
- Short Tucano
- Swearingen Merlin
- De Havilland Canada DHC-2 BeaverNote

## Specifikacije(TPE331-43A)
- Tip: Enogredni turbopropelerski motor z reduktorjem
- Dolžina: 46 in (1168 mm)
- Premer: 21 in (533 mm)
- Teža: 336 lb (153 kg)

- Kompresor: 2-stopenjski centrifugalni
- Zgorevalna komora: obročasta z obratnim tokom
- Turbina: 3-stopenjska aksialna
- Največja moč: 575 KM (429 kW)